# Mouzeuil-Saint-Martin
Mouzeuil-Saint-Martin è un comune francese di 1 159 abitanti situato nel dipartimento della Vandea nella regione dei Paesi della Loira.

## Società

### Evoluzione demografica
Abitanti censiti